# Volkswagen up!
A Volkswagen UP!  az új városi autó koncepciója, amely alapját képezi egy új kisautó-családnak, a Volkswagen Csoport által létrehozott New Small Family-nek (NSF). Ezen autócsalád tagja lesz az új Volkswagen UP!.
A jelenlegi tervek szerint a kisautó-család tagjai szalon, szedán, kabrió, kétüléses és mini MPV típusú gépjárművek lesznek. A gyártási folyamatokat Pozsonyban fogják végezni.
A kisautócsaládot a 2007-es Frankfurt Motor Show-n az (IAA)-n  leplezték le. Az UP! koncepciót a Volkswagen Csoport vezető tervezője, Walter de'Silva, és a Volkswagen személyautók főtervezője, Klaus Bischoff alkotta meg.
Akkumulátoros elektromos változata a Volkswagen e-up!.

## up!

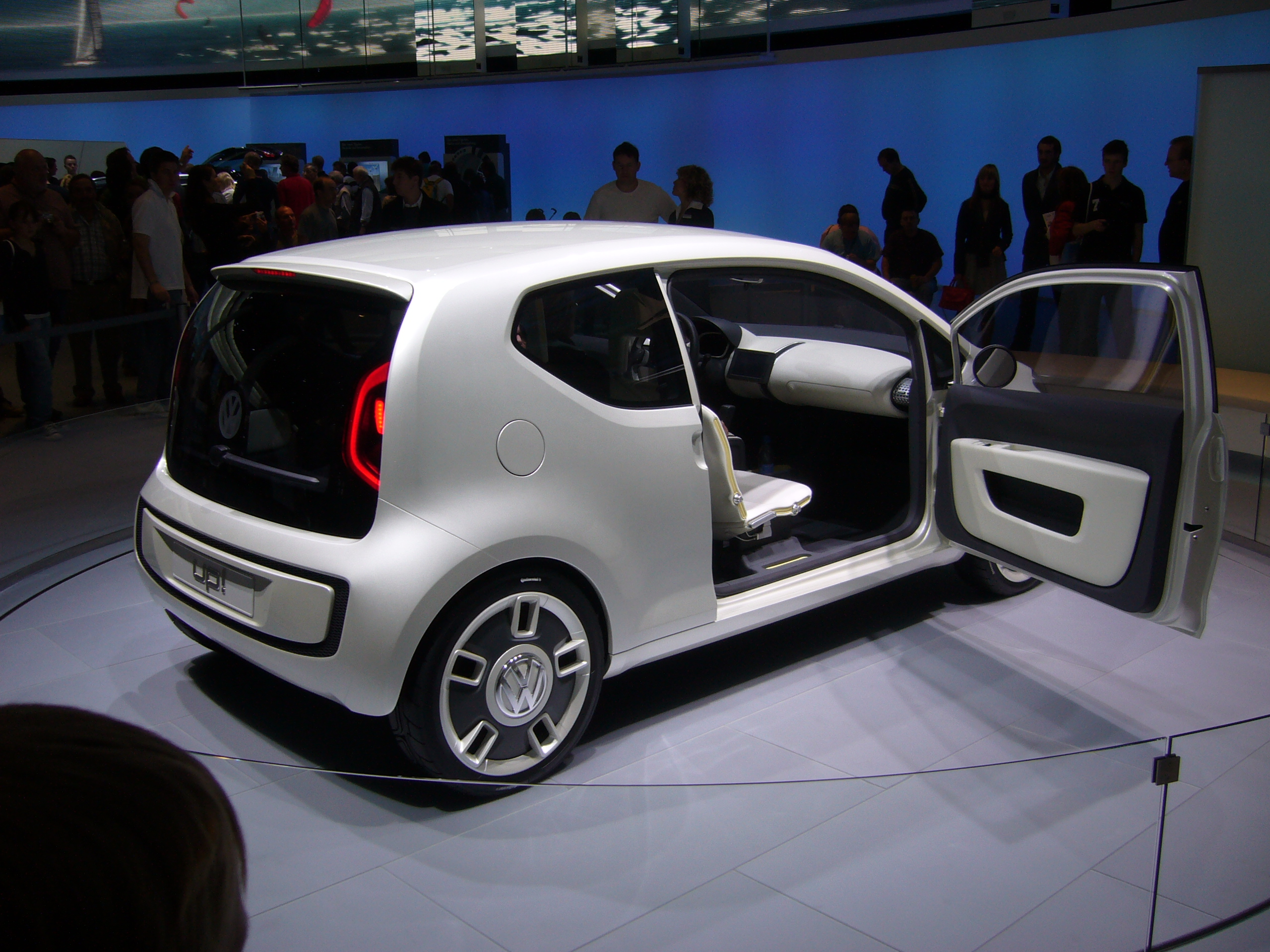
Volkswagen up! a 2007-es Frankfurti Motor Shown

A kétajtós up!-ot hátsókerék-hajtással, 18"-os kerekekkel, hátsó boxer-motorral a 2007-es IAA-n Frankfurti Motor Show-n Németországban mutatták be.
Belsőjét négy felnőtt utasra tervezték, és az ülései összecsukhatóak, levegővel felfújhatók. A műszerfalon két monitort kapott az autó, az egyiken az aktuális statisztikákat mutatja, a másik a kocsi multimédia-rendszeréhez nyújt kényelmes hozzáférést. Hosszúsága 3,45 méter, míg szélessége 1,63 méter.

## Space up!
A négyajtós négyüléses, mini MPV, a space up!, a 2007-es Tokiói Autóvásáron mutatkozott be.
A space up! ugyanazokkal a tulajdonságokkal rendelkezik, mint az up! Azonban négy ajtós, 23 centiméterrel hosszabb. (De még így is a maga 3,68 méter teljes hosszúságával a Volkswagen Foxn-ál 15 centiméterrel rövidebb). A „pillangószárnyként” nyíló ajtók hasonló módon működnek, mint a Mazda RX-8-aséi; az első ajtók hagyományos csuklósak, míg a hátsók kissé magasítottak, és a C-oszlopból nyílnak, így kiváltják a B-oszlopot. Emiatt a tengelytáv kicsit nagyobb, 1,63 méter, mégis azonos szélességű, mint a kétajtós up!.
Ugyanekkor mutatott képeket a Volkswagen, a jármű belső égésű motorjáról, mely egy szabályozott befecskendezésű (FSI) benzinmotor.

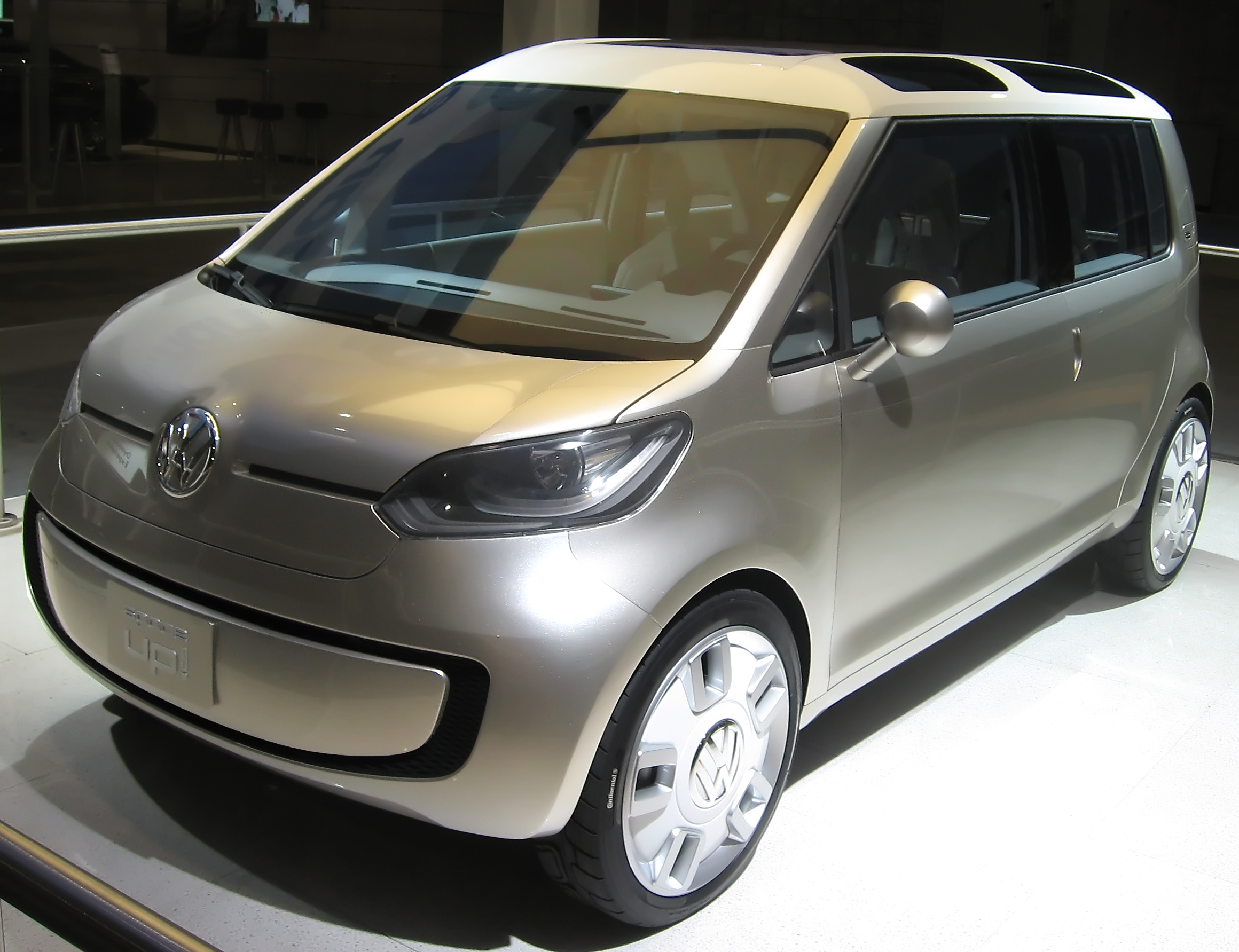
Volkswagen space up! blue koncept

## Space up! blue
A harmadik Volkswagen up! variáció, a négyüléses space up! blue, a 2007-es Los Angeles-i Autóvásáron mutatkozott be.
A space up! blue ránézésre ugyanolyan, mint a space up!, és szélességében, hosszában osztozik méretein, viszont a Volkswagen Samba Bus-típusú tetejét kapta, amely 150 wattos napelemcellákat tartalmaz, amik töltik az autó akkumulátorát. Ez természetesen azt jelenti, hogy magasabb, mint a család többi tagja: 1,57 méter. Akkumulátorai ellenére (battery-laden hybrid) visszafogott az össztömege, 1090 kilogramm.
A tizenkét lítiumion-akkumulátor 45 kilowattos teljesítményt biztosít 105 kilométeres hatótávolságban.
Ugyanakkor, ha mindehhez hozzávesszük a Volkswagen világelső magas hőmérsékletű hidrogén-üzemanyag cellái biztosította teljesítményt, a hatótávolság 250 km-rel, 350 km-re növekszik.

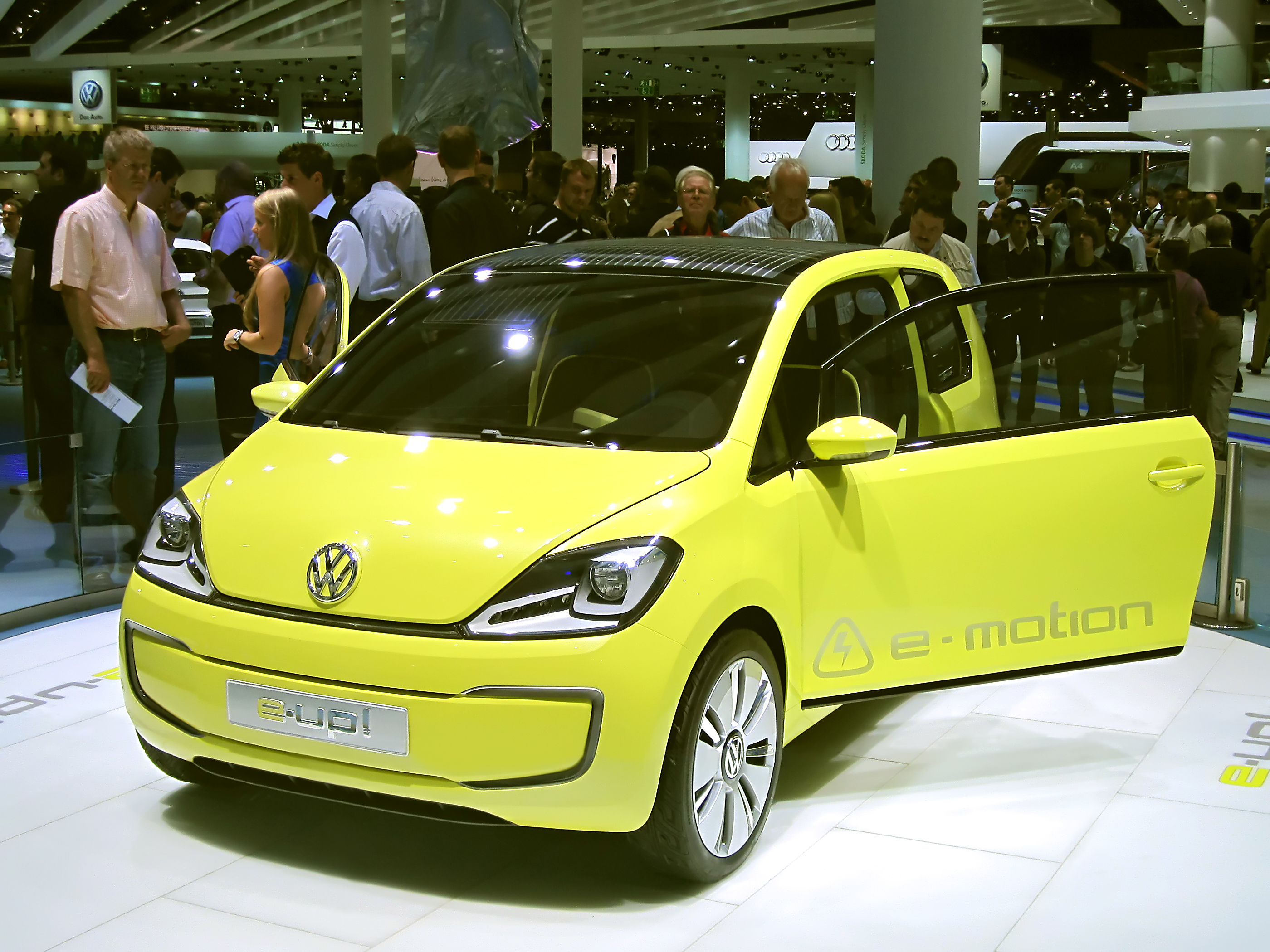
Volkswagen e-up! nullemmissziós autó

## E-up!
A nullemissziójú Volkswagen e-up! tanulmányautót a 63. Frankfurti Autóvásáron mutatták be, 2009-ben.
A 3,19 méteres teljesen elektromos e-up! sorozatgyártása a tervek szerint 2013-ban kezdődik, és 3+1 ülésesek lesznek. Az elsőkerék-meghajtású és -vezérlésű autót 60 kilowattos integrált elektromos motor hajtja. Az elektromos motor 210 Nm-es forgatónyomaték leadására képes, amelyhez az erőt 18 kWh-s lítiumion-akkumulátorok biztosítják, 130 km-es hatósugáron belül. A gyorstöltés lehetővé teszi, hogy az akkumulátorok egy órán belül 80%-ig töltődjenek, míg a 230 voltos feszültség alatt öt óra szükséges feltöltésükhöz. Az e-up! tetejét 1,4 négyzetméteres napelem fedi, amely menet közben ellátja az autó elektromos berendezéseit árammal, parkoláskor pedig a belső klimatizálást biztosítja, ha napsütés éri az autót. A napelem felülete 0,3 négyzetméterrel megnő, ha lehúzzuk a napellenzőket.
Az e-up! 1085 kg-os össztömege mellett 11,3 mp alatt éri el nyugvó helyzetből a 100 km/h-t, végsebessége eléri a 135 km/h-t. Az e-up! 3,19 méter hosszú, 1,64 méter széles, magassága 1,47 méter, tengelytávolsága 2,19 méter.
Belső felszereltségéhez egy érintőképernyős Human Machine Interfész (HMI) tartozik, melynek megemlítendő előnye, hogy beállíthatjuk rajta a töltés időzítését, hogy az éjszakai, alacsonyabb díjszabású áramot használja. Az interfész távolról is vezérelhető iPhone-ról, vagy hasonló telekommunikációs készülékről.

## Up! Lite

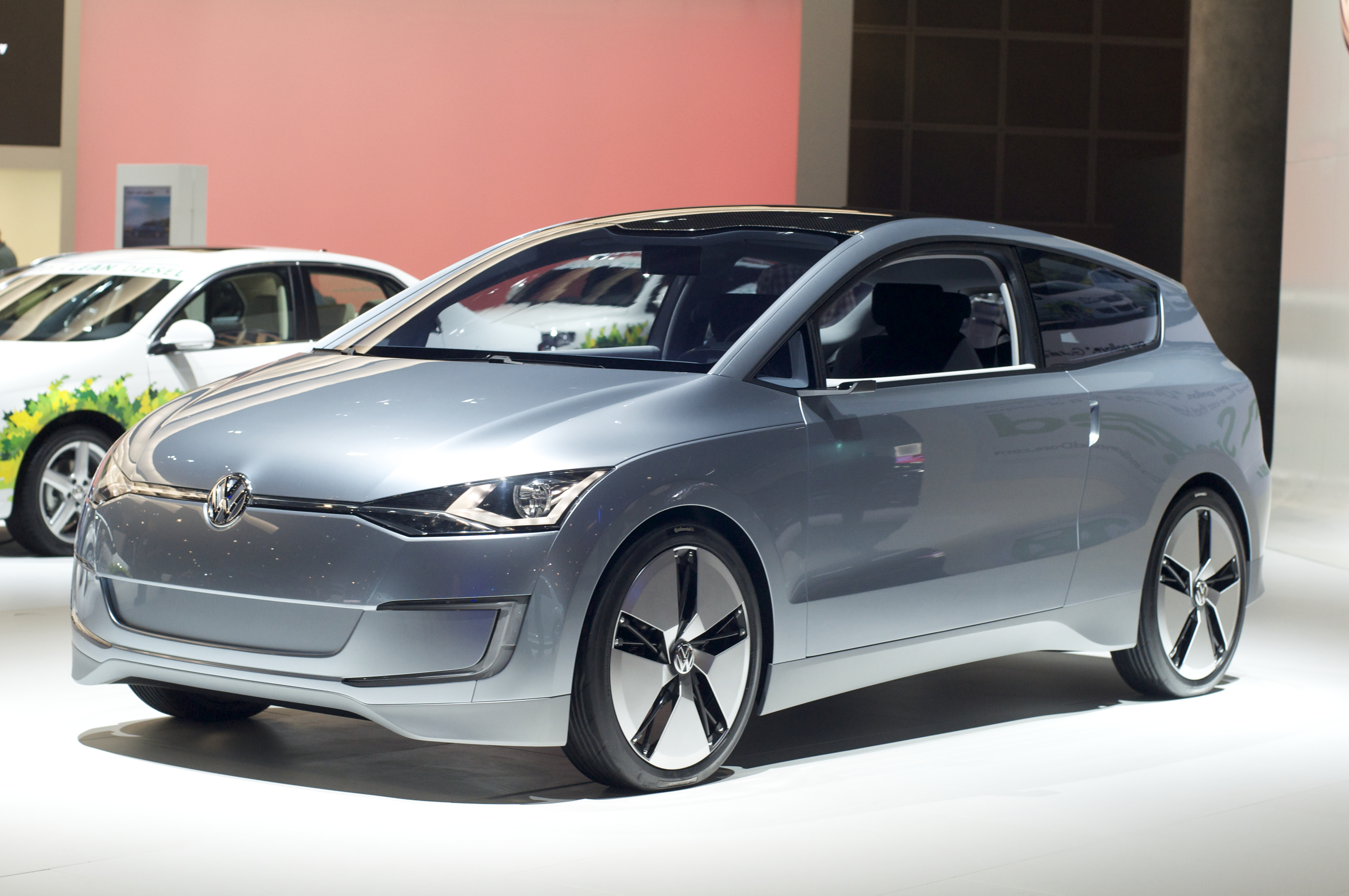
Volkswagen Up! Lite egy TDI diesel-motoros hibrid

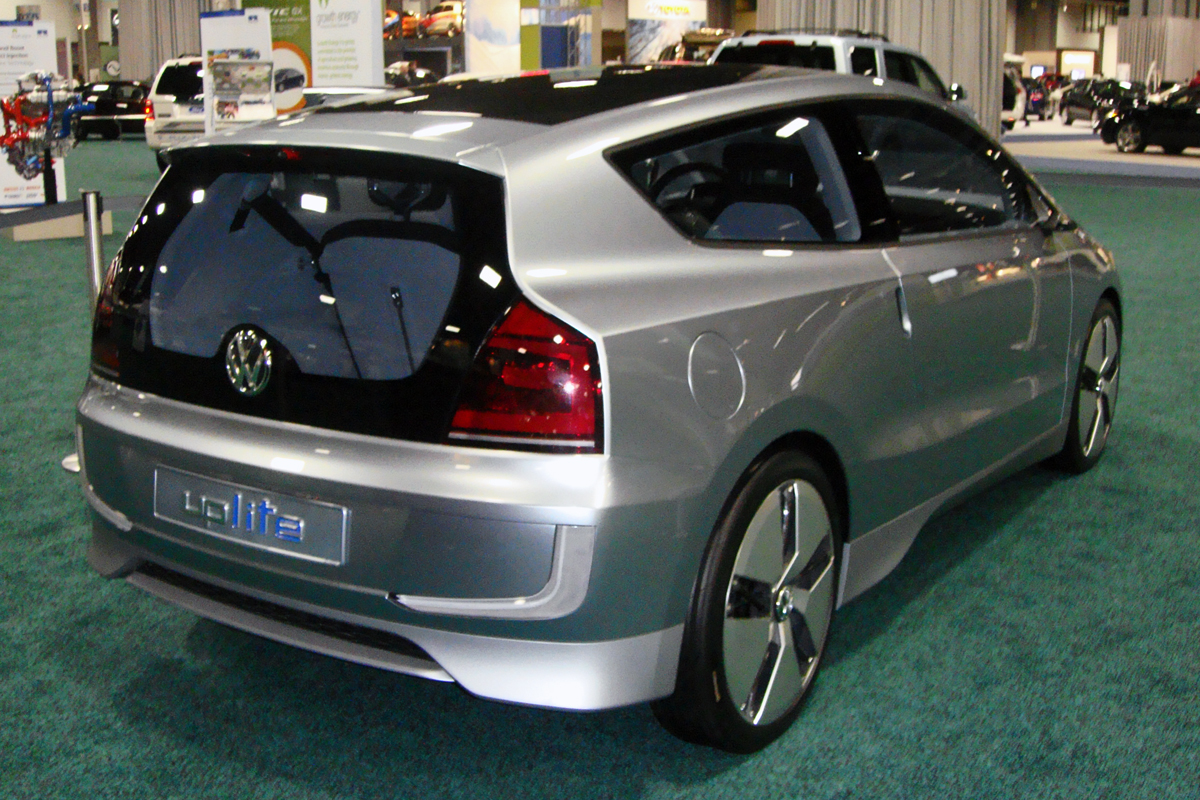
Volkswagen Up Lite a 2010-es Washington-i Autó Show-n

A Volkswagen Up! Lite-ot a 2009-es Los Angeles-i Autóvásáron mutatták be. Ez a koncepció a Volkswagen L1 technológiára alapuló négyüléses hibrid jármű. Az Up! Lite tanulmányautó hibrid-meghajtása egy 0,8 literes, kéthengeres központi-befecskendezésű turbódízel (TDI) motorból és egy 10 kW-os elektromos motorból áll, amely a meghajtást egy hétsebességes, dupla tengelykapcsolós Direct-Shift Gerarbox (DSG)-on keresztül közvetít.
Méretei: 3,84 méteres hossz, 1,60 méteres szélesség és 1,4 méteres magasság. Tömege 695 kg, mellyel 161 km/h végsebességre képes. Mindemellett szén-dioxid-kibocsájtása nem haladja meg a 65 grammot kilométerenként.

## Volkswagen IN
A Volkswagen IN-t a Volkswagen Brazília gyakornokainak tanulmánya, amely meglehetős hasonlóságot mutat az Up! tanulmányautók családjával. Az IN egy kétüléses kompaktautó, mely többféle meghajtású lehet, köztük teljesen elektromos, kerekekbe ültetett villanymotorokkal. Az életnagyságú modell 2010. január 29-én került a sajtónyilvánosság elé.

## Technikai adatok
| Modell                                            | 1.0 MPI                               | 1.0 MPI                               | 1.0 TSI                          | 1.0 GTI                          | 1.0 EcoFuel (CNG)                     | e-up!                                     | e-up!                                     |
| ------------------------------------------------- | ------------------------------------- | ------------------------------------- | -------------------------------- | -------------------------------- | ------------------------------------- | ----------------------------------------- | ----------------------------------------- |
| Gyártási periódus                                 | 2011/10 -                             | 2011/10 - 2019/07                     | 2016/09 - 2019/05                | 2018/01 -                        | 2012/11 -                             | 2013/10 - 2019/08                         | 2019/09 -                                 |
| Motor család                                      | VW EA211                              | VW EA211                              | VW EA211                         | VW EA211                         | VW EA211                              | VW EAQ210                                 | VW EAQ210                                 |
| Motorkód                                          | CHYA                                  | CHYB                                  |                                  |                                  | CPGA                                  |                                           |                                           |
| Motor típus                                       | Háromhengeres, soros, Otto-motor      | Háromhengeres, soros, Otto-motor      | Háromhengeres, soros, Otto-motor | Háromhengeres, soros, Otto-motor | Háromhengeres, soros, Otto-motor      | Állandómágneses gerjesztésű szinkronmotor | Állandómágneses gerjesztésű szinkronmotor |
| Keverékképzés                                     | Hengerenkénti szívósor befecskendezés | Hengerenkénti szívósor befecskendezés | Közvetlen befecskendezés         | Közvetlen befecskendezés         | Hengerenkénti szívósor befecskendezés | -                                         | -                                         |
| Motorfeltöltés                                    | -                                     | -                                     | Turbó                            | Turbó                            | -                                     | -                                         | -                                         |
| Szelepek száma                                    | 12                                    | 12                                    | 12                               | 12                               | 12                                    | -                                         | -                                         |
| Hengerűrtartalom (cm3)                            | 999                                   | 999                                   | 999                              | 999                              | 999                                   | -                                         | -                                         |
| max. Teljesítmény, kW (PS) / fordulatnál (1/perc) | 44 (60) / 5000-6000                   | 55 (75) / 6200                        | 66 (90) / 5000-5500              | 85 (115) / 5000-5500             | 50 (68) / 6200                        | 60 (82) / 2800-12000                      | 61 (83)                                   |
| max. Nyomaték, Nm / fordulatnál (1/perc)          | 95 / 3000-4300                        | 95 / 3000-4300                        | 160 / 1500-3000                  | 200 / 2000-3500                  | 90 / 3000                             | 210 / 0-2800                              | 212                                       |

## Lásd még
- Elektromos autó
- Hibridautó
- Üzemanyagcella
- Energiafejlesztés
- BlueMotion
- Toyota Prius
- Toyota iQ

## Fordítás
- Ez a szócikk részben vagy egészben  a   Volkswagen Up! című angol Wikipédia-szócikk ezen változatának fordításán alapul.  Az eredeti cikk szerkesztőit annak laptörténete sorolja fel. Ez a jelzés csupán a megfogalmazás eredetét és a szerzői jogokat jelzi, nem szolgál a cikkben szereplő információk forrásmegjelöléseként.